# Херик (Илиноис)
Херик (енгл. Herrick) град је у америчкој савезној држави Илиноис.

## Демографија
По попису из 2010. године број становника је 436, што је 88 (-16,8%) становника мање него 2000. године.
| Група             | 2000.       | 2010.        |
| Белци             | 520 (99,2%) | 436 (100,0%) |
| Афроамериканци    | 0 (0,0%)    | 0 (0,0%)     |
| Азијати           | 0 (0,0%)    | 0 (0,0%)     |
| Хиспаноамериканци | 2 (0,4%)    | 0 (0,0%)     |
| Укупно            | 524         | 436          |